# Komai Kazuchika
Komai Kazuchika (japanisch 駒井 和愛; * 11. Januar 1905 in Tokio; † 22. November 1971) war ein japanischer Archäologe, bekannt vor allem für seine archäologischen Forschungen zu China.

## Leben und Wirken
Komai Kazuchika absolvierte ein Studium der Geschichte Ostasiens an der Fakultät für Literatur der Waseda-Universität. 1927 wurde er Assistent an der Universität Tokio und arbeitete unter Harada Yoshito (原田 淑人; 1885–1974). Von 1951 bis zum planmäßigen Ruhestand 1965 wirkte er als Professor an der  Universität. Er gehörte zu der Gruppe, die die archäologische Fundstelle Toro in der Präfektur Shizuoka ausgrub. Diese Fundstelle, entdeckt 1943, wurde ab 1946 näher untersucht. Es handelt sich um eine gut erhaltene Siedlung, die aus der späten Yayoi-Zeit stammt. 1955 publizierte er dazu „Toro no iseki“ (登呂の遺跡) – „Archäologische Fundstätte Toro“. zu den weiteren Schriften gehört „Nihon kyoseki bunka“ (日本巨石文化) – „Megalithkultur in Japan“ 1973.
Hauptsächlich betrieb Komai archäologische Forschungen jedoch in China. Zu seinen wichtigsten Veröffentlichungen gehören unter anderem
- „Mùyáng chéng“ (牧羊城) – „Stadt Myuang“,
- „Shina Koki Zuko“ (支邦古器図攷) – „Abbildungen alter chinesischer Keramik“,
- „Dergi hecen“ (東京城) und „Stadt Dergi“
- mit Harada: „Shàngdū“ (上都) – „Shangdu“,
- „Chūgoku kokyō no kenkyū“ (中国古鏡の研究) – „Studium alter chinesischer Spiegel“ 1953.

Ein anderes Forschungsgebiet Komais war Hokkaidō, wo er archäologische Ausgrabungen vornahm, die zu  bedeutenden Ergebnissen führten. Er veröffentlichte u. a.
- „Otoe - Hokkaidō kanjō resseki no kenkyū “ (音江－北海道環状列石の研究) – „Otoe – Studie über die Steinringe von Hokkaidō“ 1959 und
- „Ohōtsuku kaigan, Shiretokohantō no iseki“ (オホーツク海岸，知床半島の遺跡) – „Küste von Ochotsk, Ruinen der Shiretoko-Halbinsel“ (Bd. 1 und 2). Das sind die Ergebnisse von Untersuchungen, die vom Archäologischen Labor der Fakultät für Literatur der Universität Tokio durchgeführt wurden.